# Glasåtervinning

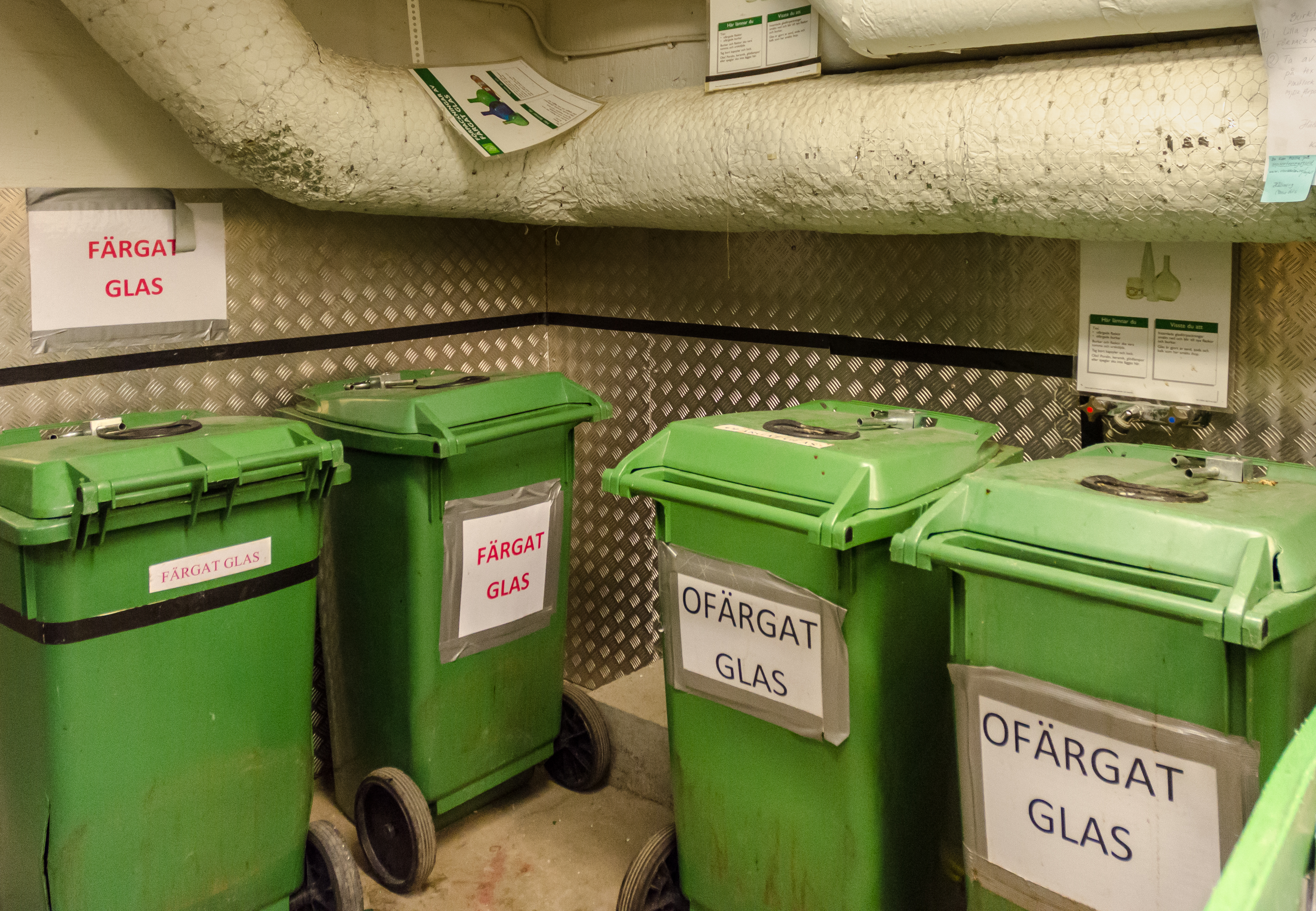
Tunnor för glasåtervinning i ett soprum i en bostadsförening i Stockholm.

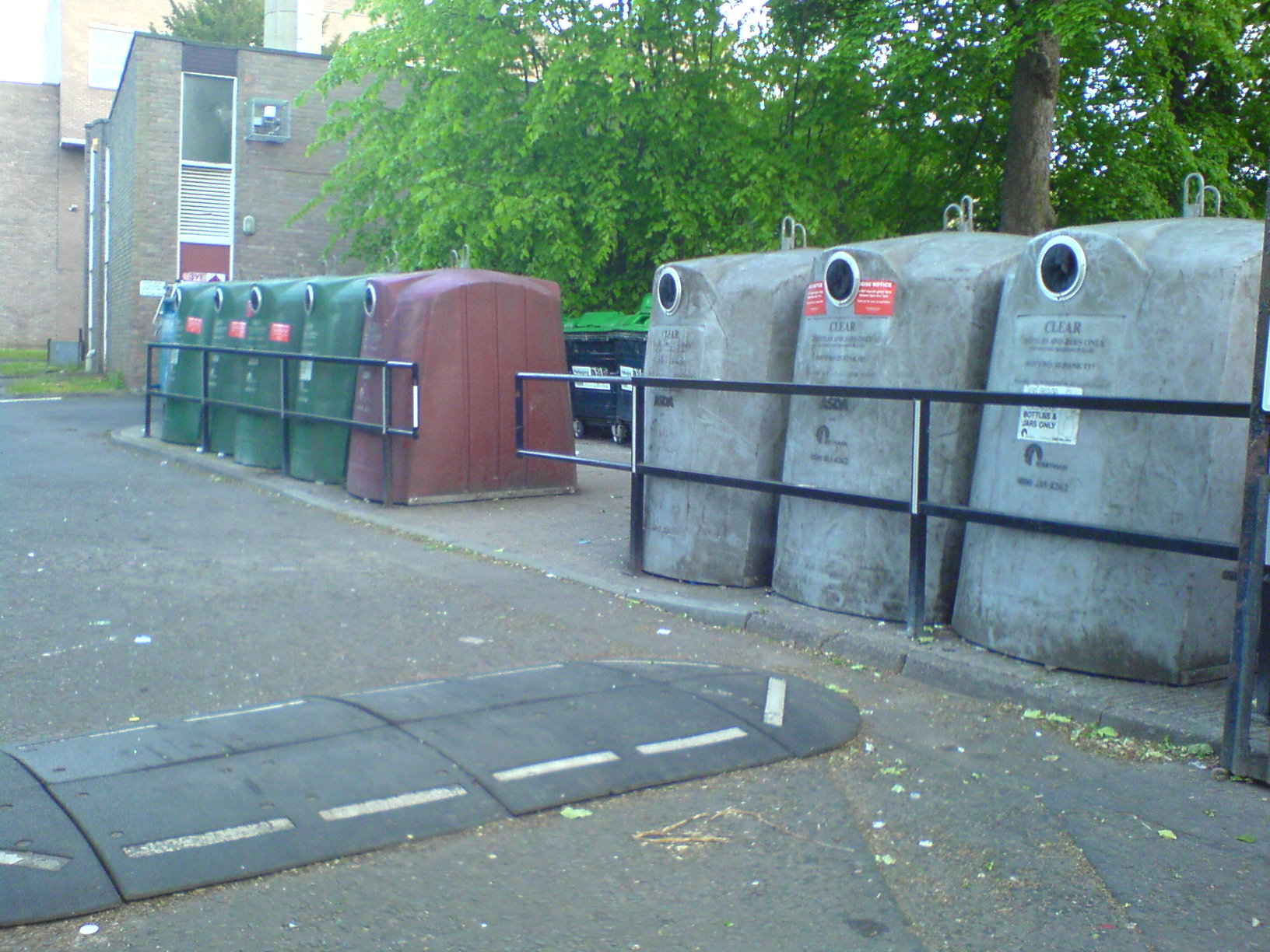
Återvinningsstation för såväl färgat som ofärgat glas i Edinburgh, Skottland

Glasåtervinning innebär återvinning av glasförpackningar såsom dryckesflaskor och andra livsmedelsförpackningar, med separata processer för färgat respektive ofärgat glas, där färgat glas står för ca två tredjedelar av den sammanlagda glasmängden i omlopp.[källa behövs]
Materialet har en specifik vikt av 325 kg per kubikmeter.[källa behövs] I motsats till exempelvis pappersfibrer, kan glas återvinnas i princip hur många gånger som helst. Återvinningsprocessen är mycket känslig, både för inblandning av porslin, keramik och konstglas, samt blandning av skilda glasfraktioner.
Det material som används i förpackningar är huvudsakligen så kallat sodaglas, som till tre fjärdedelar består av kiseldioxid. Vid återvinning kan energiåtgången minskas med 20 procent då det inte krävs lika hög temperatur för att smälta färdigt glas som för att smälta råvarorna.

## Sortering
Som ett första steg när glaset anlänt till återvinningsanläggningen sorteras det för hand på ett löpande band, för att få bort större föroreningar som påsar och porslin. Lock och kapsyler av metall sorteras bort med hjälp av magneter. Infrarött ljus används för att identifiera sten, porslin och annan keramik som sedan sorteras ut genom att blåsa bort bitarna med en kraftig luftstöt. Med hjälp av ljus identifieras även olika färger i glaset som sedan separeras på samma sätt som keramiken. En del glas med fel färg går dock igenom systemet obemärkt vilket är anledningen att konsumenter uppmanas att sortera glaset efter färg vid återvinningstillfället.

### Föroreningar
Vissa typer av glas och ämnen vars egenskaper påminner om glas ska inte läggas i glasåtervinningen, men är ändå vanligt förekommande där. Främst är det ämnen som inte är glas överhuvudtaget som keramik och porslin. Inte heller dricksglas, glödlampor och spegelglas skall sorteras tillsammans med glasförpackningar.

## Glasåtervinning i världen
År 2008 såg listan på länder där störst andel glas återvinns ut så här:
| Land          | Andel insamlat glas |
| ------------- | ------------------- |
| Belgien       | 96%                 |
| Schweiz       | 95%                 |
| Sverige       | 94%                 |
| Finland       | 92%                 |
| Norge         | 92%                 |
| Danmark       | 88%                 |
| Österrike     | 84%                 |
| Tyskland      | 82%                 |
| Nederländerna | 81%                 |
| Irland        | 80%                 |

### Sverige
I Sverige administreras insamlingen och återvinningen av använda glasförpackningar av Svensk Glasåtervinning. År 2008 återvanns 94% av glasförpackningarna i Sverige.
Glasförpackningar för mat och dryck började användas i stor skala under 1960-talet, och det första systematiska återvinningsprojektet startades under 1970-talet. År 1983 introducerades för första gången den så kallade glasigloon av Göteborgs stad, vilken senare kom att bli ett standardutförande för glasåtervinningens insamlingsbehållare i Sverige.[källa behövs]